# Kettle Creek State Park
Der Kettle Creek State Park ist ein 726 Hektar großer State Park in Pennsylvania. Er liegt im Leidy Township, Clinton County, Pennsylvania, in den Vereinigten Staaten. Der Park liegt in einem Tal und wird von Bergen und Wildnis umgeben. Hier befindet sich der Alvin-R.-Bush-Damm, der 1961 vom U.S. Army Corps of Engineers als Hochwasserschutzmaßnahme im Einzugsgebiet des West Branch Susquehanna Rivers gebaut wurde. Viele der Freizeiteinrichtungen im Park wurden während der Weltwirtschaftskrise von den jungen Männern des Civilian Conservation Corps gebaut. Der Kettle Creek State Park liegt 10 Kilometer nördlich von Westport und der Pennsylvania Route 120. Er ist weitgehend vom Sproul State Forest umgeben.

## Kettle-Creek-Stausee

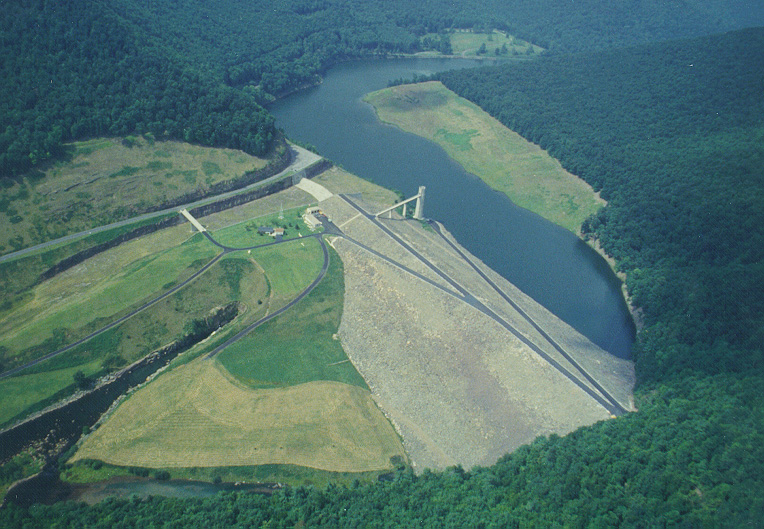
Alvin-R.-Bush-Damm

Der Alvin-R.-Bush-Damm am Kettle Creek ist ein Hochwasserschutzdamm aus Erde und Steinschüttung. Er hat eine maximale Höhe von 50 Metern über dem Flussbett und einen Durchmesser von 410 Metern. Der Stausee hat ein Fassungsvermögen von 93.000.000 m³ an der Überlaufkrone. Er ist 68 Hektar groß und 3,5 Kilometer lang. Der Alvin-R.-Bush-Damm reguliert etwa 590 km² (92 Prozent) des Einzugsgebiets des Kettle Creeks.
Der Kettle-Creek-Stausee ist für einige Freizeitaktivitäten wie Bootfahren, Angeln und Eisfischen geöffnet. Gasbetriebene Motoren sind auf dem Stausee verboten. Motorisierte Boote dürfen nur mit Elektromotoren betrieben werden. Segelboote, Ruderboote, Kanus, Kajaks und Paddelboote sind auf dem See erlaubt. Alle Boote müssen ordnungsgemäß bei irgendeinem Staat registriert sein. Schwimmen ist verboten.

## Wapiti
Wapiti können sehr oft in der Gegend des Kettle Creek State Parks beobachtet werden.

## Fischerei und Jagd
Der Kettle-Creek-Stausee hat eine Größe von 68 Hektar und dient der Fischerei nach Forellen, Barschen, Welsen, Saugkarpfen und Pfannenfischen. Der Kettle Creek und seine Nebenflüsse sind ausgezeichnete Kaltwasserfischgründe. Die Fischereiqualität in den Gebieten flussabwärts des Dammes wurde durch die Verschmutzung durch saure Grubenwässer beeinträchtigt.
Der größte Teil des Kettle Creek State Parks ist für die Jagd freigegeben. Die Jäger müssen sich an die Regeln und Vorschriften der Pennsylvania Game Commission halten. Die gängigen Wildarten sind Amerikanische Schwarzbären, Grauhörnchen, Kragenhühner, Weißwedelhirsche, Wapiti und Truthühner. Die Jagd auf Waldmurmeltiere ist verboten.

## Weißkopfseeadler
Mehrere Weißkopfseeadler nisten im Parkgebiet. An den meisten Sommertagen ist es nicht ungewöhnlich, diese Tiere bei der Suche nach Fischen im Wasser zu sehen. Es ist normal, dass sie über dem See schweben und im Sturzflug nach Fischen suchen.

## Wege
Die Wege im Kettle Creek State Park sind zum Wandern, Skilanglauf, Reiten und Mountainbiken freigegeben. Es gibt einen 35 Kilometer langen Reitweg, der im Park beginnt und endet und eine Schleife durch den Sproul State Forest zieht. Der Bergwanderweg führt ebenfalls durch den Sproul State Forest. Er ist 8 Kilometer lang und beginnt und endet, wie der Reitweg, im Park. Der Kettle Creek State Park ist der Ausgangspunkt für den 85 Kilometer langen Donut Hole Trail. Innerhalb der Grenzen des Parks gibt es mehrere weitere kurze Wanderwege.

## Zelten und Picknicken
Im Kettle Creek State Park gibt es zwei Campingplätze. Auf dem einen gibt es weder Wasseranschlüsse noch Toiletten mit Wasserspülung. Der Lower Campground hat 44 Stellplätze, alle mit Stromanschluss. Der Upper Campground hat 27 Stellplätze mit 12 Stromanschlüssen.
Der Picknickplatz verfügt über 50 Picknicktische mit Holzkohlegrills und Wasserhähnen. Einige Picknicktische sind sonnig, andere sind schattig. Zum Picknickplatz gehören auch ein Softballfeld und ein Volleyballfeld. Ein Spielplatz befindet sich ebenfalls in der Nähe des Picknickplatzes.

## State Parks in der Nähe
Die folgenden Staatsparks liegen im Umkreis von 48 Kilometern um den Kettle Creek State Park:
- Bald Eagle State Park (Centre County)
- Bucktail State Park Natural Area (Cameron and Clinton Counties)
- Denton Hill State Park (Potter County)
- Hyner Run State Park (Clinton County)
- Hyner View State Park (Clinton County)
- Little Pine State Park (Lycoming County)
- Lyman Run State Park (Potter County)
- Ole Bull State Park (Potter County)
- Patterson State Park (Potter County)
- Prouty Place State Park (Potter County)
- Sinnemahoning State Park (Cameron and Potter Counties)
- Sizerville State Park (Cameron and Potter Counties)
- Upper Pine Bottom State Park (Lycoming County)